# T-34
T-34 var en sovjetisk medeltung stridsvagn som tillverkades mellan 1940 och 1958. Stridsvagnen anses i allmänhet av många historiker ha varit krigets kanske mest effektiva ändamålsenliga och inflytelserika stridsvagnskonstruktion. Vagnen kunde enkelt produceras i tusental av Sovjet och var inför Nazitysklands anfall mot Sovjetunionen i juni 1941, avsevärt bättre pansrad och beväpnad än någon tysk stridsvagn fram till följande år. T-34 tillverkades först vid ChPZ-fabriken i Charkiv (nuvarande Ukraina) och den utgjorde stommen i de sovjetiska pansarstyrkorna under hela kriget. Efter krigsslutet blev stridsvagnsmodellen en stor exportframgång. Det tillverkades fler T-34:or under kriget än någon annan stridsvagn och den är endast överträffad av sin efterföljare T-54/-55 i antal tillverkade stridsvagnar totalt. Så sent som 1996 var T-34 ännu i tjänst i 27 länder.
T-34 utvecklades från BT-stridsvagnen och det var tänkt att den skulle ersätta denna serie samt den lätta T-26. När den introducerades kunde den uppvisa den bästa balansen av eldkraft, rörlighet och skydd av alla stridsvagnar som fanns då. Inledningsvis kom dess stridseffektivitet att hämmas av dålig ergonomi, bristen på radioapparater och undermålig taktik.
I början av 1944 introducerades den förbättrade T-34-85 som var utrustad med en mer kraftfull kanon i ett större tre-mannatorn. Designen och konstruktionen förfinades gradvis under kriget, dels för att förbättra prestanda men också för att sänka produktionskostnaderna, vilket medförde att produktionen kontinuerligt ökade. Vid krigets slut 1945 hade T-34 ersatt många lätta och tunga stridsvagnar i tjänst och utgjorde huvuddelen av den sovjetiska stridsvagnsproduktionen. Stridsvagnen skulle komma att utöva stort inflytande på det moderna huvudstridsvagn-konceptet, där en och samma modell kan lösa flera olika uppgifter på slagfältet.

## Produktionshistoria

### Revolutionerande konstruktion
| ”                                              | Vi hade ingenting jämförbart. | „ |
| – Kommentar av Friedrich von Mellenthin (1956) |                               |   |

Före krigsutbrottet 1939 var stridsvagnen T-26 och BT-vagnarna de vanligaste modellerna inom det sovjetiska pansarvapnet. T-26 var en långsam infanteriunderstödsvagn som var konstruerad för att hålla jämn takt med infanteristerna på marken. BT-stridsvagnarna var så kallade kavalleristridsvagnar, mycket snabba och lätta stridsvagnar som användes för bekämpning av andra stridsvagnar, men som inte var avsedda att användas mot infanteri. Båda typerna hade ett tunt pansar som skyddade mot finkalibrig eld men inte mot pansarvärnsgevär och 37 mm pansarvärnskanoner. Deras bensindrivna motorer antändes "vid minsta provokation" .
Ingenjören Michail Kosjkin fick 1937 i uppdrag av röda armén att leda en grupp som skulle konstruera en ersättare till BT-vagnarna. Dessa nya stridsvagnar skulle tillverkas vid lokomotivfabriken ChPZ i Charkov. Prototypstridsvagnen, kallad A-20, utrustades med ett 20 mm pansar, en 45 mm kanon och ingenjör Aleksandr Morozovs nya V-2-dieselmotor som var mindre benägen att fatta eld. Kvar från BT-vagnen var möjligheten att köra på hjul i stället för med larvband. Det ledde till färre reparationer och servicetimmar på 1930-talets dåliga larvband och tillät även stridsvagnarna att uppnå drygt 80 km/h på vägar. I strid var dock hjul ingen fördel. Konstruktörerna kom dock fram till att det var ett onödigt nyttjande av utrymme och vikt.
Kosjkin övertygade den sovjetiska ledaren Josef Stalin att låta honom utveckla en annan prototyp, en bättre bepansrad och beväpnad "universalstridsvagn" som kunde ersätta både T-26 och BT-vagnarna. Den andra prototypen, som kallades A-30 men som kort därefter döptes om till T-32, hade 32 mm pansar, en 76 mm kanon och samma V-2-dieselmotor. Båda prototyperna fälttestades vid Kubinka 1939 och det visade sig att den tyngre T-32 var lika mobil som A-20. Motståndet från militärledningen och farhågorna om höga produktionskostnader övervanns slutligen på grund av de dåvarande sovjetiska stridsvagnarnas dåliga prestation i vinterkriget mot Finland och effektiviteten hos tyskarna i blixtkriget mot Frankrike. En ännu tyngre version av T-32, med 45 mm frontpansar och bredare larvband togs därefter upp för produktion och gavs namnet T-34.
Två prototyper av T-34 färdigställdes i februari 1940 och genomgick en 2 000 km lång testkörning under svåra förhållanden från Charkov till Moskva, Smolensk, Kiev och tillbaka till Charkov i april och maj.  Vissa brister i drivlinan identifierades och rättades till.  De första serietillverkade stridsvagnarna blev färdiga i september 1940 och kom att helt ersätta stridsvagnarna T-26, BT och T-28. Kosjkin dog av lunginflammation i slutet av månaden och arbetet med att utveckla T-34:s drivlina gavs till Aleksandr Morozov som utnämndes till chefsdesigner vid ChPZ.
Liksom BT-vagnarna hade T-34 hade en fjäderupphängning av Christie-typ, men man bestämde att den tunga och ineffektiva konvertibla driften med både hjul och band skulle tas bort. Den hade sluttande pansar, en relativt kraftfull motor och bredspåriga larvband. Den första versionen hade en 76,2 mm kanon och kallas ofta för T-34/76 (ursprungligen en tysk beteckning som härstammar från andra världskriget). Sent 1943 inleddes produktionen av den andra huvudversionen T-34-85 (eller T-34/85) som hade ett större torn och en större 85 mm kanon.

### Inledande och upprätthållande av produktion

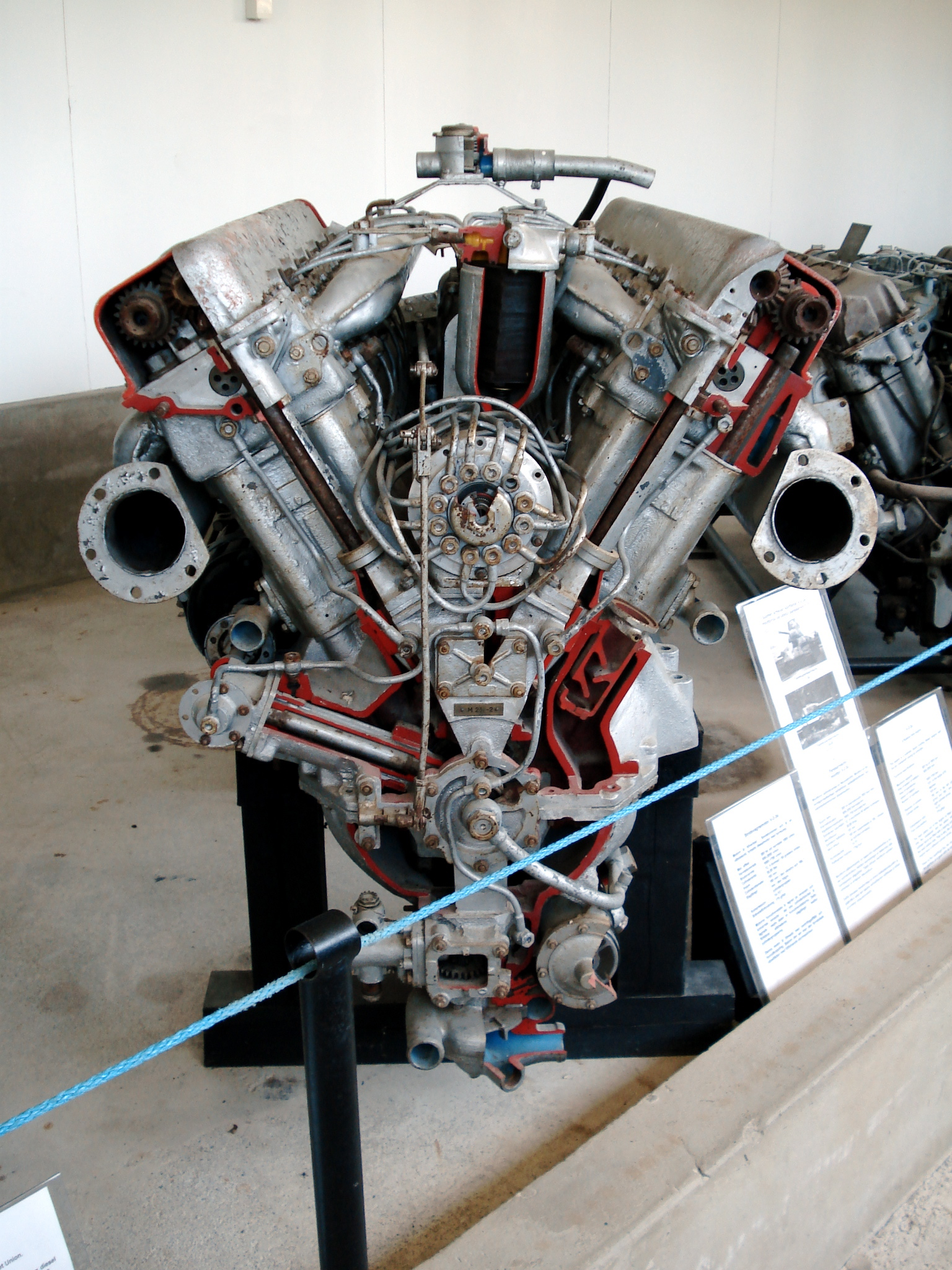
T-34:s 12-cylindriga V-2 dieselmotor vid det finländska stridsvagnsmuseet i Parola

Den nya stridsvagnen ställde den sovjetiska industrin inför nya utmaningar. Den var den mest bepansrade medeltunga stridsvagnen som tillverkats fram till denna tidpunkt och sammansättningen av delkomponenter gjordes vid flera fabriker: Charkovs dieselfabrik Nr. 75 tillhandahöll V-2 -motorn, Kirovfabriken Nr. 185 i Leningrad tillverkade den ursprungliga L-11-kanonen och Dynamofabriken i Moskva tillverkade elektriska komponenter. Stridsvagnarna ihopmonterades inledningsvis vid ChPZ Nr. 183 och vid Stalingrads traktorfabrik (STZ) och senare vid Krasnoje Sormovofabriken Nr. 112 i Gorkij. Man hade dock vissa problem med defekta pansarplåtar. På grund av bristen på de nya V-2 -motorerna utrustades många stridsvagnar i den första produktionsomgången år 1940 med BT-vagnens flygplansmotor som hade sämre prestanda, transmission och koppling. Man kunde endast utrusta kompanichefernas stridsvagnar med radioapparater. L-11-kanonen kom inte att leva upp till förväntningarna och därför skapade Grabins designbyrå vid Gorkijfabriken Nr. 92 en överlägsen F-34 76,2 mm-kanon. Byråkraterna vägrade tillåta produktionen, men Gorkij och ChPZ inledde den utan lov; officiellt tillstånd kom först från Stalins statliga försvarskommitté efter att trupper i fält lovprisat den nya kanonen.
De konservativa elementen inom politiken satte dock press på armén att bygga de äldre stridsvagnarna T-26 och BT eller att helt avbryta produktionen av T-34 i väntan på den mera avancerade T-34M-konstruktionen. Det tyska överraskningsanfallet mot Sovjetunionen den 22 juni 1941 (operation Barbarossa) tvingade dock Sovjetunionen att frysa vidare utveckling och inleda full produktion av stridsvagnar.
Tysklands snabba offensiv tvingade ryssarna att flytta sina fabriker till öster om Uralbergen, en monumental uppgift. ChPZ återupplivades kring Dzerzjinskij Urals järnvägsvagnsfabrik i Nizjnij Tagil. Fabriken döptes om till Stalins Ural stridsvagnsfabrik Nr. 183. Kirovfabriken evakuerades bara veckor innan Leningrad inringades och fabriken flyttades tillsammans med Charkovs dieselfabrik till Stalins traktorfabrik i Tjeljabinsk, som snart skulle komma att kallas Tankograd ('Stridsvagnsstaden'). Vorosjilovs stridsvagnsfabrik Nr. 174 från Leningrad inkorporerades in i Uralfabriken och den nya Omskfabriken Nr. 174. Ordzjonikidze Urals tunga verktygsmaskinfabrik (UZTM) i Sverdlovsk absorberade flera mindre fabriker. Medan dessa fabriker förflyttades med rekordfart kom industrikomplexet kring Stalingrads traktorfabrik att producera 40 % av alla T-34 fram till att fabriken var helt omringad i slaget vid Stalingrad under hösten 1942.
Bortsett från detta avbrott, tilläts endast mindre ändringar i produktionslinjerna - dessa ändringar var oftast för att göra stridsvagnarna enklare och billigare att producera. Nya metoder utvecklades för automatisk svetsning och härdning av plåtar (metoden hade utvecklats av professor Jevgenij Paton). Konstruktionen av kanon 76,2 mm F-34 modell 1941 förenklades till att bestå av endast 614 delar, jämfört med föregångarens 861. Under de två följande åren minskades produktionskostnaderna per stridsvagn från 269 500 rubel år 1941, till 193 000 och senare till 135 000. Produktionstiden skars ner till hälften vid slutet av 1942 trots att majoriteten av de erfarna fabriksarbetarna hade sänts ut till fronten och ersatts av en arbetsstyrka som bestod av 50 % kvinnor, 15 % pojkar och 15 % invalider och gamla män. Vid samma tidpunkt kom T-34 att gå från att vara "vackert tillverkade maskiner med utmärkt finish jämförbara med eller överlägsna Västeuropas eller Amerikas" till mera grovtillverkade stridsvagnar. Ingenting tummades dock på den mekaniska tillförlitligheten.

### Evolutionär utveckling
| ”                      | Den teknologiska trendsättaren bland andra världskrigets stridsvagnskonstruktioner | „ |
| – Steven Zaloga et al. |                                                                                    |   |

1942 påbörjades arbetet med att bygga ett nytt torn som utvecklats från det övergivna T-34M-projektet. Den nya konstruktionen innebar förbättringar av utrymmet och tillät även införande av en kupol för vagnchefen, vilket gav bättre uppsikt runt hela vagnen. Den begränsade tillgången på gummi ledde till att man införde stålhjul. En ny koppling monterades vilket förbättrade funktionen på motorn och den femväxlade kraftöverföringen.
De sovjetiska trupperna stötte 1942 och 1943 på de nya tyska stridsvagnarna Tiger och Panther. Med erfarenheterna från slaget vid Kursk i färskt minne och efter förfrågningar från fronttrupperna om eldkraft med längre räckvidd fattade den sovjetiska militärledningen det svåra beslutet att bygga om fabrikerna för att tillverka en ny modell som hade en större tornring (från 1 425 mm till 1 600 mm), vilket tillät att man satte dit ett större torn. T-34-85:s nya 85 mm kanon var vida överlägsen den gamla kanonen och det nya tremannatornet utrustades med en radio (tidigare hade radion funnits nere i chassit). Nu kunde stridsvagnschefen leda striden och överlämna kanontjänsten till laddaren och skytten.

### Kostnadseffektivitet
Kostnaden för att producera en T-34-85-stridsvagn var 164 000 rubel, vilket inledningsvis var 30 % högre än en motsvarande modell 1943, men 1945 hade priset gått ner till 142 000. Under krigets gång hade priset för en T-34 -stridsvagn nästan halverats medan dess rörlighet förblev nästan oförändrad. Samtidigt fördubblades nästan kanonens genomslagsförmåga och pansarets tjocklek.
Vid slutet av 1945 hade mer än 57 000 T-34 byggts: 34 780 exemplar av den ursprungliga modellen av T-34 byggdes 1940–44 och ytterligare 22 559 T-34-85 1944–45. Efter kriget upphörde den storskaliga massproduktionen av stridsvagnen i Sovjetunionen (under 1946 byggdes "bara" 2 701 exemplar av typen). Tillverkningen återupptogs 1951 i Polen och i Tjeckoslovakien, där 1 380 respektive 3 185 T-34-85 tillverkades fram till 1956. Sent under 1960-talet genomgick sovjetiska T-34-85 ett moderniseringsprogram (T-34-85M) för exportstridsvagnar och för reservstridsvagnar. De återutrustades med motordelar från T-54/55-seriens stridsvagnar, vilket var ett bevis på hur långt man gick för att standardisera komponenterna i de sovjetiska stridsvagnskonstruktionerna.
Man har uppskattat att det sammanlagt tillverkades så många som 84 070 exemplar av T-34, plus 13 170 självgående artilleripjäser som var byggda på T-34:s chassi. Vissa kom ännu att tjäna i diverse oroshärdar runtom i världen under det kalla kriget.

### Varianter
Att identifiera olika versioner av T-34 kan vara komplicerat. Torngjutningar och ytliga detaljer samt utrustning varierade mellan de olika fabrikerna. Nya detaljer introducerades i mitten av en tillverkningsserie eller tillfördes äldre stridsvagnar. Utslagna stridsvagnar reparerades, i vissa fall använde man nyare modellers komponenter, till och med nya torn. Vissa stridsvagnar fick extra pansar, som utgjordes av återvunnet stålskrot av varierande tjocklek. Det svetsades fast vid skrovet och möjligen också på tornet; dessa stridsvagnar kallas s ekranami ("med skärmar").

#### Modellbenämningar
Den tyska underrättelsetjänsten under andra världskriget kallade de två huvudproduktionsmodellerna för T-34/76 och T-34/85, där mindre modeller fick bokstavsbeteckningar, såsom T-34/76A – denna nomenklatur har sedan dess använts i väst, speciellt inom populärlitteraturen. Sedan 1980-talet har många akademiker (däribland stridsvagnsexperten Steven Zaloga) använt de sovjetiska benämningarna: T-34 och T-34-85, där mindre tillverkade modeller särskilts med år: T-34 modell 1940. [Detta system används även i denna artikel.]
Enligt källor som offentliggjorts sedan Sovjetunionens sammanbrott kallades alla T-34 med originaltornet och F-34-kanonen (konventionellt kallade Modell 1941 och 1942) officiellt för modell 1941 och versionen med det hexagonala tornet, T-34 (modell 1943) kallades officiellt modell 1942.
Erövrade T-34 i tysk tjänst kallades Panzerkampfwagen T-34(r), där r stod för Russland ("Ryssland").
Finländarna kallade T-34 för Sotka som betyder and eftersom stridsvagnens profil påminner lite om knipans (enligt det finska tankässet Lauri Heino). T-34-85 kallades pitkäputkinen Sotka, "långpipad and".

#### Stridsvagnsmodeller
T-34 (tysk beteckning : T-34/76) var den ursprungliga stridsvagnen med en 76,2 mm kanon.
- modell 1940 (T-34/76A) – Tidig produktionsserie med den tillfälliga 76,2 mm L-11 -kanonen i ett tvåmanstorn, stridsvagnen hade BT-vagnarnas gamla bensinmotor och koppling.
- modell 1941 (T-34/76B) – Den huvudsakliga produktionsserien med tjockare pansar och den bättre 76,2 mm F-34 kanonen, dieselmotor.
- modell 1942 (T-34/76C) – Många mindre förbättringar av tillverkningsprocessen.
- modell 1943 (T-34/76D, E och F) – nytt gjutet hexagonalt torn, kallades "Micky Maus" av tyskarna på grund av dess utseende när de två runda tornluckorna var öppna. Huvudproduktionsserien hade en ny chefskupol.
- T-34/57 – Färre än 324 T-34 utrustades med 57 mm ZiS-4- eller ZIS-4M-kanonen med hög utgångshastighet åren 1941 och 1943–44 där de användes som pansarvärnsvagnar.[8]  Vissa av dem deltog i slaget om Moskva.

T-34-85 var en större förbättring med ett tremanstorn och en 85 mm kanon med långt eldrör.
- modell 1943 – Kortvarig produktionsserie (februari-mars 1944), bestyckad med 85 mm D-5T -kanonen.
- modell 1944 – Huvudproduktionsserie med den enklare 85 mm ZiS-S-53-kanonen. Radion var flyttad från chassit till tornet som hade en förbättrad layout och ett nytt skyttesikte.

Man fortsatte göra diverse tekniska förbättringar på T-34-85, inklusive ett större restaureringsprogram åren 1960 och 1969. Alla T-34-85-modeller var mycket likartade externt.
Den förkrigstida utvecklingen av den mera avancerade T-34M-stridsvagnen återupptogs år 1944, vilket ledde till stridsvagnen T-44. Den nya stridsvagnen hade en tornkonstruktion som baserades på T-34-85 men hade ett nytt chassi, med torsionsstavsupphängning och tvärställd motor. Den hade en lägre profil än T-34-85 och var enklare att tillverka. Mellan 150 och 200 exemplar av denna stridsvagn tillverkades innan krigets slut. Efter viss modifikation på dess drivkälla, tillsammans med ett nytt torn samt en ny kanon, döptes stridsvagnen till T-54 som började tillverkas 1947.

#### Övriga stridsfordon
- Eldkastarstridsvagnar – OT-34 och OT-34-85 utrustades med en internt monterad eldkastare som ersatte chassikulsprutan.
- PT-34 — minvältsstridsvagn, de flesta byggdes på chassin av stridsvagnarna T-34 modell 1943 eller T-34-85.
- Bandkanoner – T-34:ans chassi kom att utgöra grunden för flera serier kanonvagnar:
  - SU-122 (infanterikanonvagn)
  - SU-85  (pansarvärnskanonvagn)
  - SU-100 (pansarvärnskanonvagn)

Efter det andra världskriget utrustades vissa egyptiska och syriska T-34 med 122 mm haubitsar.

#### Understödsfordon
Många understödsfordon och till och med civila traktorer byggdes på T-34:s chassi från andra världskriget ända in på 1990-talet. De flesta fordon som byggdes om var antingen skadade stridsvagnar eller självgående artilleripjäser.
- Broläggarstridsvagnar – Gamla stridsvagnar som byggdes om i fält eller vid reparationsställen. De kördes helt enkelt ner i vattnet för att låta de övriga fordonen passera över vagnens bro, varpå vagnen bärgades.
- Bepansrade bärgningsfordon – Under andra världskriget byggdes några äldre stridsvagnar om till bepansrade bärgningsfordon genom att man tog bort tornet, täckte hålet efter tornet och tillförde en överbyggnad.  Efter kriget utökades detta program och följden kom att bli mera avancerade modeller.

## Tabell över stridsvagnsmodeller
|                 | T-34 modell 1940 | T-34 modell 1941 | T-34 modell 1942 | T-34 modell 1943 | T-34-85        | T-44           |
| --------------- | ---------------- | ---------------- | ---------------- | ---------------- | -------------- | -------------- |
| Vikt            | 26 t             | 26,5 t           | 28,5 t           | 30,9 t           | 32 t           | 31,9 t         |
| Kanon           | 76,2 mm L-11     | 76,2 mm F-34     | 76,2 mm F-34     | 76,2 mm F-34     | 85 mm ZiS-S-53 | 85 mm ZiS-S-53 |
| Ammunition      | 76 skott         | 77 skott         | 77 skott         | 100 skott        | 60 skott       | 58 skott       |
| Bränsle         | 460 l            | 460 l            | 610 l            | 790 l            | 810 l          | 642 l          |
| Räckvidd på väg | 300 km           | 400 km           | 400 km           | 465 km           | 360 km         | 300 km         |
| Pansar          | 15–45 mm         | 20–52 mm         | 20–65 mm         | 20–70 mm         | 20–90 mm       | 15–120 mm      |
| Pris            |                  | 270 000 rubel    | 193 000 rubel    | 135 000 rubel    | 164 000 rubel  |                |
| [ a ]           |                  |                  |                  |                  |                |                |

## Stridshistorik
T-34 används ofta som en symbol för den sovjetiska motattackens effektivitet mot tyskarna. Det första mötet med T-34 på sommaren 1941 var en psykologisk chock för de tyska soldaterna, som hade förberett sig för att möta en underlägsen sovjetisk armé; detta illustreras bland annat av Alfred Jodls dagbok. Han verkar ha överraskats av T-34:s uppdykande i Riga. T-34 kunde effektivt bekämpa alla tyska stridsvagnar av år 1941. De första stridsvagnarna led dock av allvarliga mekaniska problem, speciellt i fråga om transmission och koppling  – åtminstone 50 % av den sommarens förluster av T-34 berodde på mekaniska problem, inte på grund av tysk eldkraft (i detta antal är dock även äldre stridsvagnar inräknade).  De sovjetiska trupperna led brist på bärgnings- och reparationsutrustning och det var inte ovanligt att tidiga T-34 gick i strid bärande på en reservväxellåda på motordäcket. De mekaniska problemen skulle dock lösas med tiden.
Under vintern 1941–42 dominerade T-34 återigen över de tyska stridsvagnarna eftersom den kunde röra sig över djup lera eller snö utan att gräva sig ner. Tyska stridsvagnar kunde helt enkelt inte röra sig i samma terräng som T-34. Det tyska infanteriet, som vid denna tidpunkt för det mesta var utrustad med dragna pansarvärnskanoner av typen 37 mm PAK 35/36 och 50 mm PAK 38 kunde inte stoppa de sovjetiska stridsvagnarna på något effektivt sätt. Endast de sovjetiska soldaternas bristfälliga utbildning och den bristande kompetensen hos de sovjetiska befälhavarna förhindrade att T-34 skulle ha nått större framgångar.
Tyngdpunkten i Röda armén 1942–43 låg på att återuppbygga vad som förlorats 1941, och att förbättra den taktiska skickligheten. Produktionen av T-34 steg snabbt, men utvecklingen av konstruktionen hade "frysts"; endast förbättringar som påskyndade produktionen godkändes. De sovjetiska konstruktörerna var väl medvetna om behovet att rätta till vissa brister i konstruktionen, men de skulle ha kostat produktionstid och kunde inte accepteras. I mitten av 1943 uppgick T-34-produktionen till ungefär 1 000 stridsvagnar i månaden, mycket högre än den tyska produktionen. De sovjetiska förlusterna överskred dock stort de tyska på grund av kontinuerlig taktisk underlägsenhet.
Som svar på T-34 blev det allt vanligare att de tyska styrkorna använde luftvärnspjäser, huvudsakligen den ökända 8,8 cm FlaK, mot markmål och i stor hast försågs fronten med nya pansarvärnskanoner av typen 75mm PaK 40 som fanns i både dragna och självgående versioner. På stridsvagnsfronten svarade tyskarna med att under våren 1942 bestycka infanterikanonvagnen Sturmgeschütz III med den kraftigare kanonen 75mm StuK 40 L/43 (och senare, under hösten 1942, den mer effektiva 75mm StuK 40 L/48). Denna längre kanon med högre utgångshastighet möjliggjorde en avsevärt förbättrad pansarbrytande förmåga och med denna förändring inträdde även infanterikanonvagen i en ny roll som pansarvärnskanonvagn (i vilken Sturmgeschütz III uppträdde mycket skickligt och redan under våren 1944 kunde tillskrivas 20 000 utslagna stridsvagnar). Även de reguljära pansarstyrkornas arbetshäst PzKpfw IV utrustades under sommaren 1942 med en längre kanon, 75mm KwK 40 L/43 (och senare, under våren 1943 den kraftigare 75mm KwK 40 L/48) och vid sidan om dessa förändringar utvecklades även den tunga Tiger-stridsvagnen som insattes i strid under slutet av 1942 och skulle komma att nå stor ryktbarhet. År 1943 då tyskarna insatte den medeltunga Panther-stridsvagnen, vars design innehöll många av de innovationer som en gång gjorde T-34:s design revolutionerande, hade T-34 närmast helt förlorat sitt tekniska övertag mot de tyska stridsvagnarna och förlustsiffrorna fortsatte att vara betydligt högre för de sovjetiska trupperna; när deras tekniska försprång minskade lyckades inte deras taktiska kunskaper komma ifatt snart nog.
Under de sista krigsåren förblev den sovjetiska taktiken trots avsevärda framsteg underlägsen den tyska, men Röda arméns växande operationella och strategiska skicklighet och deras större tillgångar till stridsvagnar hjälpte till att få ner förlustsiffrorna. Ankomsten av T-34-85, tidigt år 1944 gav Röda armén en stridsvagn som hade bättre pansar och mobilitet än den tyska PzKpfw IV och Sturmgeschütz III men den kunde inte matcha Panther på nästan något område. Det som talade till ryssarnas fördel var att det fanns betydligt färre Pantherstridsvagnar än T-34, och T-34-85 var tillräckligt bra för att skickliga stridsvagnsbesättningar och taktiska situationer skulle tippa vågskålen till egen fördel.
När kriget utbröt bestod den sovjetiska stridsvagnsarsenalen endast av omkring 4 % T-34, men när kriget var över utgjorde de åtminstone 55 % av Sovjetunionens enorma produktion av stridsvagnar (baserat på antal givna av Zaloga; Zjeltov ger en ännu högre procentandel). När T-34 hade ersatt äldre modeller och blev mera vanligt förekommande, kunde nyare tyska stridsvagnar utklassa dem (däribland den tyska konstruktionen som influerades av de tyska styrkornas bittra erfarenheter av mötet med T-34 under 1941 och 1942, stridsvagnen PzKpfw V "Panther". De senare sovjetiska konstruktionerna, däribland de tunga stridsvagnarna i Josef Stalin-serien, var även de bättre beväpnade och skyddade än T-34.
Det ligger nära till hands att göra en jämförelse mellan T-34 och den amerikanska medeltunga stridsvagnen M4 Sherman. Båda modellerna utgjorde ryggraden i sina egna och allierade arméer, och var goda konstruktioner när de gjorde sin debut. Båda modellerna förbättrades signifikant utan någon nämnvärd förlust i effektivitet, och de kunde tillverkas i stort antal och repareras under fältförhållanden. Ingen av dem kunde möta de bästa tyska Tiger- och Panthervagnarna på jämna villkor, som var mera i samma klass som den sovjetiska tunga stridsvagnen JS-2.
Stridsvagnar var tänkta att ha många roller på slagfältet. Deras främsta uppgift var att stödja infanteriet och att utföra spaning, men dessutom var stridsvagnsbekämpningsrollen mycket viktig. Att den tyska produktionen av stridsvagnar var begränsad till ett relativt litet antal tekniskt överlägsna men tillverkningsmässigt komplicerade fordon (delvis på grund av att produktionen även upptog självgående kanoner) talade mot dem. Det sovjetiska beslutet, att bygga ett mycket stort antal T-34, med gradvis förbättrad konstruktion och förenklad tillverkningsprocess, var ett strategiskt sett mycket bättre alternativ och bidrog i hög grad till att Sovjetunionen blev en av segrarmakterna i det andra världskriget.
I slutändan var det ändå det överlägset stora antal jämfört med Tyskarnas som gav Röda Armén sin överlägsenhet, när tyska pansartrupper inte kunde ersätta sitt pansar fortsatte de sovjetiska fabrikerna massproducera T-34:or rakt ut till fronten utan avbrott.

### Efter andra världskriget

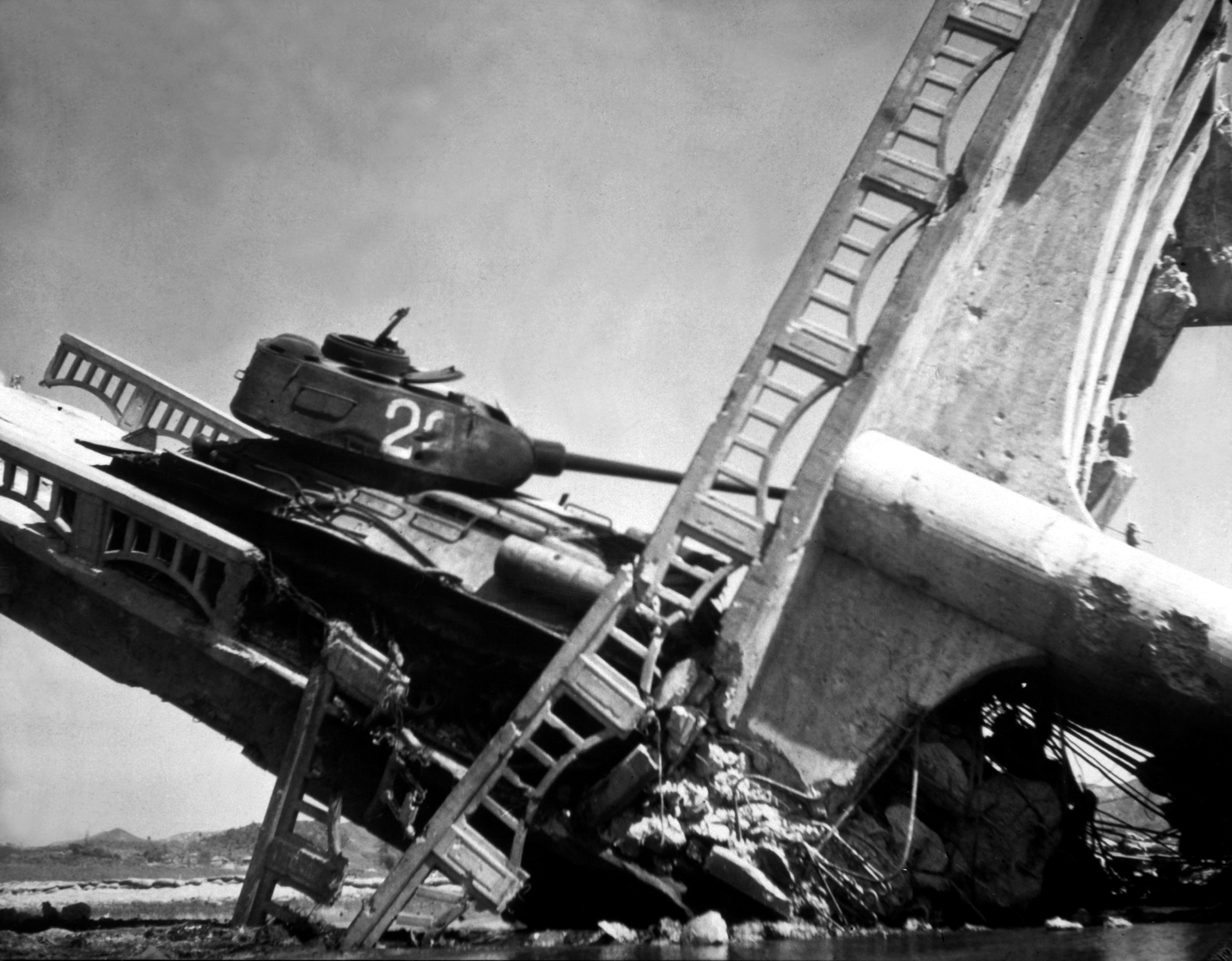
Nordkoreansk T-34-85 som fångades på en bro söder om Suwon och förstördes av amerikanskt flyg under Koreakriget.

Efter andra världskriget har T-34-85 använts i många länder som stått under sovjetiskt inflytande. Den nordkoreanska invasionen av Sydkorea år 1950 leddes av en full brigad som var utrustad med omkring 120 T-34-85. De mötte amerikanska stridsvagnar av typerna M24 Chaffee, M4 Sherman och M26 Pershing (men inte den brittiska Centurionstridsvagnen som användes av FN-styrkorna). Den nordkoreanska 105:e bepansrade brigaden hade några tidiga framgångar mot det sydkoreanska infanteriet och amerikanska lätta stridsvagnar av typen M24, men de förlorade sitt momentum när de mötte amerikanska medeltunga stridsvagnar av typen M26 och infanteri utrustat med pansarvärnsvapen.  Efter de första månaderna stötte man sällan på nordkoreanskt pansar.
T-34 utgjorde stommen även i många Warszawapaktsarméer och användes när ungernrevolten slogs ner 1956. De användes även i mellanöstern, i vietnamkriget (mest berömt är anfallet mot Lang Vei) men även så sent som i kriget i Bosnien. Kroatien ärvde 25 eller 30 från Jugoslavien men har nu tagit dem ur tjänst. T-34 användes sporadiskt i Afghanistan (det är inte känt ifall de användes mot koalitionstrupperna) och Saddam Husseins Irak hade T-34 i sin armé under tidigt 90-tal. Flera afrikanska stater, däribland Angola och Somalia, har använt T-34-85 under senare år. Kubanska T-34-85 har även använts i Afrika.
Kina tillverkade T-34 under beteckningen Typ 58. Produktionen stoppades dock när Typ 59 blev tillgänglig.  Ett litet antal T-34 har även setts i Kina, där de byggts om till brandbekämpningsfordon.
T-34 har använts av följande 39 länder, 27 av dem så sent som 1996 (dessa är märkta med asterisker *).
Europa och Amerika
- Albanien*
- Bulgarien*
- Cypern
- Finland
- Jugoslavien*
- Kuba
- Polen
- Rumänien*
- Sovjetunionen
- Tjeckoslovakien
- Ungern
- Österrike
- Östtyskland

Mellanöstern och Asien
- Afghanistan*
- Egypten*
- Irak
- Kina*
- Laos
- Libanon*
- Libyen*
- Mongoliet*
- Nordjemen
- Nordkorea*
- Vietnam*
- Sydjemen*
- Syrien*

Afrika
- Algeriet*
- Angola*
- Ekvatorialguinea*
- Etiopien*
- Guinea*
- Guinea-Bissau*
- Kongo-Brazzaville*
- Mali*
- Moçambique*
- Somalia*
- Sudan*
- Togo*
- Zimbabwe*

## Användning i Finland
Inga stridsvagnar inköptes, men ett mindre antal erövrades under kriget.

### T-34 i finländsk tjänst
I vissa böcker förekommer uppgiften om att någon T-34-prototyp skulle ha testats av sovjetarmén under vinterkriget 1939-40, men denna uppgift torde vara felaktig, det rör sig antagligen om en felidentifiering. Första gången finländarna stötte ihop med T-34 var i början av fortsättningskriget. Finländarna lyckades erövra två exemplar på hösten 1941 vid Svirkraftverket och de togs omedelbart i bruk. De hade byggts vid Stalingrads traktorfabrik och Charkivs lokomotivfabrik. De erhöll snabbt smeknamnet "Sotka" (knipa) på grund av sin profil. Ytterligare en erövrades på våren 1942 och en på sommaren 1943. Man hade nu 4 i tjänst och de kom att utnyttjas i hög grad under kriget. Sommaren 1944 lovade tyskarna att sända 9 erövrade/reparerade T-34 till finländarna. Men denna affär skulle inte avslutas helt, och enbart tre T-34 kom att levereras från Tyskland. I månadsskiftet juni-juli erövrade man ytterligare två stridsvagnar och man hade då sammanlagt 9 T-34 av den äldre modellen till sitt förfogande när kriget slutade mellan Finland och Sovjetunionen. Finländarna kom senare att använda dem mot tyskarna i Lappland. En skadades svårt av en tysk mina, men kunde repareras. Inte en enda T-34 förlorades under krigen. Efter kriget ansågs de vara landets bästa stridsvagnar tillsammans med StuG III och PzKpfw IV. T-34 kom att nyttjas i den finländska försvarsmakten fram till 1961 när de slutligen pensionerades.

### T-34-85 i finländsk tjänst
T-34-85 var en uppgraderad modell av T-34 med tremannatorn och en 85 mm kanon som utvecklats från en luftvärnskanon. Pansaret uppgick till 110 mm i fronten och 75 mm på sidorna. Dessa stridsvagnar användes i Karelen på sommaren 1944. Trots att de finländska styrkorna drog sig tillbaka lyckades man erövra nio stridsvagnar av modellen T-34-85. De flesta av dem togs när offensiven mattades av och man kunde återupprätta linjerna i någon form. Finländarna tog omedelbart sju av dem i bruk. De återstående två reparerades och var klara för strid när kriget mellan Finland och Sovjetunionen tog slut. Efter fortsättningskriget tänkte man ersätta 85 mm kanonen med den 75 mm kanon som även StuG III använde på grund av bristen på ammunition till 85 mm-kanonerna och de tyska kanonernas goda egenskaper. En stridsvagn byggdes om, men senare på vintern 1944-45 återinstallerade man 85 mm-kanonen och alla stridsvagnar fick sin ursprungliga bestyckning. Alla nio T-34-85 överlevde både fortsättnings- och Lapplandskriget. Efter krigen kom de att användas fram till 1962. Stridsvagnen var mycket populär bland sina besättningar.

## Stridseffektivitet
| ”                                           | Den bästa stridsvagnen i världen | „ |
| – Fältmarskalk Paul Ludwig Ewald von Kleist |                                  |   |

Stridseffektiviteten hos tidiga T-34 kan bäst jämföras i form av "hårda" faktorer – pansar, eldkraft och rörlighet – och "mjuka" faktorer: ergonomiska egenskaper såsom användarvänlighet, synfältsanordningar, layout för besättningens uppgifter och så vidare. T-34 var fenomenal i fråga om de hårda faktorerna och svag i fråga om de mjuka.
De "stora tre" egenskaperna vid tankdesign har alltid varit pansar, eldkraft och rörlighet. T-34 var en utmärkt balans mellan alla tre under dess livscykel under det andra världskriget. 1941 kunde dess tjocka, sluttande pansar stoppa alla konventionella tyska pansarvärnsvapen på normala avstånd. T-34 kunde endast slås ut av den dragna luftvärnskanonen 8,8 cm FlaK eller på nära håll av 50 mm och 75 mm kortpipiga stridsvagnskanoner. De flesta tyska stridsvagnar vid denna tidpunkt hade inte 75 mm kanoner; istället var 37 mm mycket mera vanligt förekommande. I mitten av 1942 var T-34 sårbar mot förbättrade tyska vapen och förblev så ända till krigets slut. Dess pansar var dock jämförbart med den amerikanska M4 Sherman och den tyska PzKpfw IV. 
I fråga om eldkraft kunde 1941 T-34:s 76 mm kanon med lätthet penetrera alla tyska stridsvagnars pansar. Denna kanon kunde även avfyra en spränggranat som dock var ganska medelmåttig. 1943 utklassades 76 mm-kanonen i räckvidd av Panthers långa 75 mm och Tigerns 88 mm kanoner. Införandet av den sovjetiska 85 mm kanonen 1944 gjorde inte att T-34-85 blev likvärdig i eldkraft, men dess 85 mm kanon kunde penetrera både Panther och Tiger på medellånga avstånd.

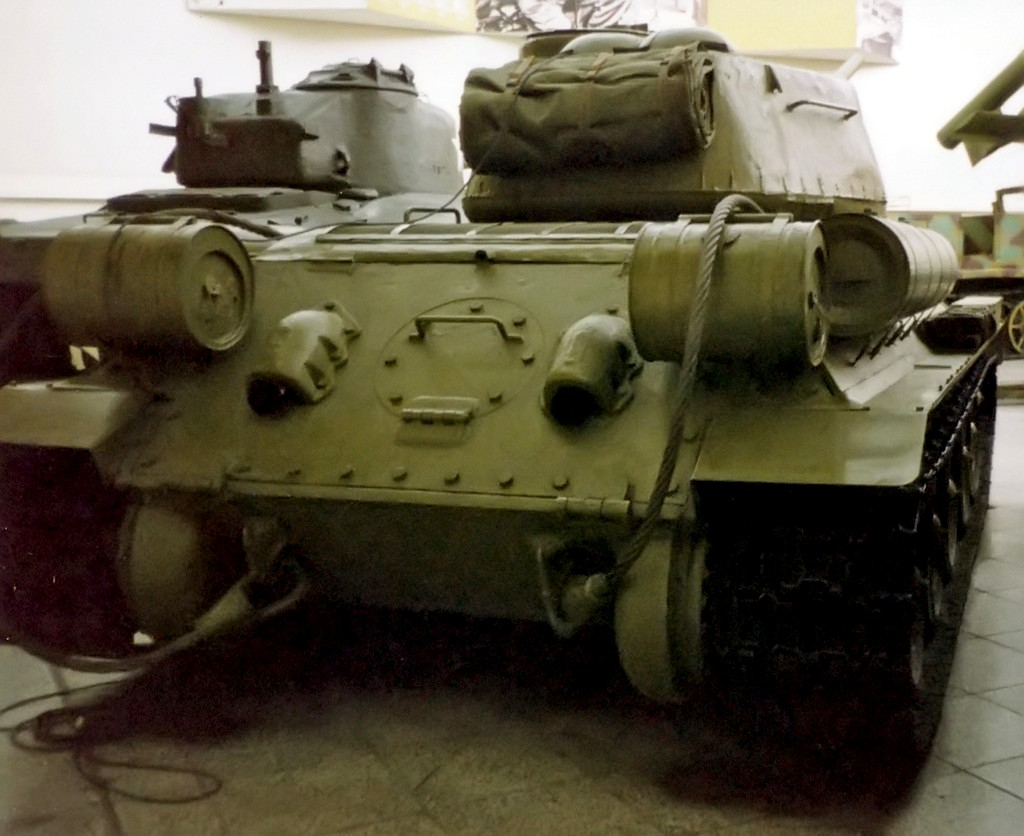
Bakvy av en T-34-85. I centrum är den runda serviceluckan för transmissionen, den flankeras av avgasrör, MDSj rökkanistrar på det bakre chassit och extra bränsletankar på chassits sidor.

I fråga om mobilitet bidrog T-34:s breda larvband, goda upphängning och stora motor till att ge stridsvagnen en oöverträffad terrängduglighet. Första generationens tyska stridsvagnar kunde inte hänga med.
Sammantaget var T-34:s hårda faktorer en världsvid trendsättare inom stridsvagnsutvecklingen under krigets första år.
I fråga om ergonomi var T-34 svag, även om man gjorde vissa förbättringar under kriget. Alla versioner som var utrustad med 76 mm-kanonen led av det trånga manskapsutrymmet i tornet som var konstruerat för två man. Stridsvagnschefens sikt var dålig; luckan som kunde öppnas framåt tvingade honom att observera slagfältet genom en smal observationsspringa och ett nedsänkbart periskop. Han hade även till uppgift att avfyra kanonen. I jämförelse hade reguljära tyska, brittiska och amerikanska stridsvagnar betydligt bättre utrymmen för besättningen, med rum för tre personer i tornet: vagnchef, skytt och laddare. Tremannalayouten tillät att stridsvagnschefen koncentrerade sig på att leda sina mannar och koordinera sina aktioner med de övriga stridsvagnarna i sin enhet, utan att behöva utföra sådana individuella uppgifter som att till exempel rikta eller ladda kanonen. Det tillför enormt mycket till effektiviteten hos en stridsvagnsbesättning. I och med T-34-85 korrigerades problemet, som man hade observerat redan före kriget. Många tyska stridsvagnschefer gillade att strida med manskapsluckan öppen, sätet fullt upphöjt och ett fritt synfält. I de T-34 som var beväpnade med 76 mm-kanonen var detta omöjligt.

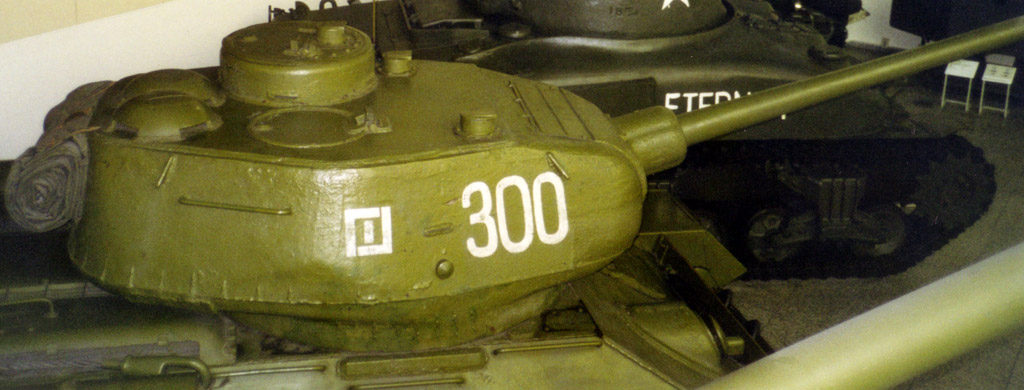
T-34-85:s torn, med chefskupolen som tillåter ett synfält omkring stridsvagnen (introducerat delvis i mitten av produktionsserien T-34 modell 1943).

Synfältet från förarsätet var likaså begränsat. Vissa förare rapporterade att deras optik var så dålig att de tvingades köra med luckan lätt öppnad, även i strid. Taktiskt sett påverkade detta förarens möjligheter att använda terrängen till sin fördel eftersom de inte kunde se terrängformationerna så bra, eller ha så bra synfält som man hade från många andra stridsvagnar.
Även laddaren hade ett svårt jobb på grund av att det inte fanns någon tornkorg (en roterande golvplatta som följer med tornets rörelser). Detta problem delades med många andra stridsvagnar, till exempel den amerikanska M-3 Stuart. Golvet utgjordes av ammunition som lagrades i små metallådor och täcktes av en gummimatta. Nio skott fanns i hållare nära stridsutrymmet, redo för att användas. När dessa nio skott avfyrats var besättningen tvungen att plocka fram ytterligare ammunition från golvlådorna, vilket lämnade golvet täckt med öppna lådor och mattdelar. Detta distraherade besättningen och försämrade deras prestation.
Övriga faktorer som minskade T-34:s initiala verkan på slagfältet var det dåliga ledarskapet, stridsvagnstaktiken och besättningens skolning, en konsekvens av Stalins utrensningar inom den sovjetiska officerskåren i slutet av 1930-talet.  Det förstärktes av förlusten av det bäst skolade manskapet under de katastrofala förlusterna under 1941. Många besättningar sattes i strid med bara grundläggande militär träning plus 72 timmars instruktion i klassrummen.  Dessa problem, förstärkta av T-34:s dåliga ergonomi och brist på radio, gjorde att det var praktiskt taget omöjligt att koordinera stridsvagnsenheter i strid. Tyska stridsvagnssoldater fann att de sovjetiska pansarstyrkorna anföll i täta formationer och antingen inte utnyttjade terrängen alls eller bara till ringa del. I slutet av 1943–44 hade problemen i stort sett avhjälpts, men de sovjetiska stridsvagnsbesättningarna skulle aldrig nå upp till samma nivå som de tyska i fråga om utbildning.
Hållbarheten hos T-34 kan kanske bäst illustreras av bärgningen av en T-34 modell 1943  år 2000. Den hade legat 56 år på bottnen av ett estniskt kärr. Stridsvagnen hade erövrats av och använts av de retirerande tyska trupperna, som dumpade den i kärret när den blev utan bränsle. Det fanns inga spår av oljeläckage, rost eller annan signifikant vattenskada på de mekaniska komponenterna. Man kunde senare restaurera motorn till fullt fungerande skick.

## Stridsvagnen som en symbol

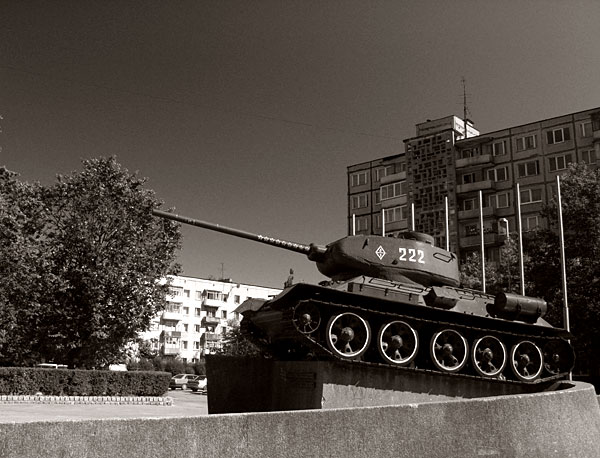
Krigsminnesmärke i Kaliningrad, Ryssland.

Hundratals T-34 installerades som krigsminnesmärken i länder i Sovjetblocket.
Åtminstone en sådan stridsvagn, monterad ovanför monumentet i Prag över de sovjetiska stridsvagnsbesättningarna, var blickfånget för en större kontrovers.  Monumentet som var tänkt att representera löjtnant I.G. Gontjarenkos T-34-85, den första sovjetiska stridsvagnen som körde in i Prag i maj 1945, var egentligen en tung stridsvagn av modellen JS-2m. För många i Prag var detta monument även en påminnelse av den sovjetiska invasionen som slog ner Pragvåren 1968. Stridsvagnen målades rosa av konstnären David Černý år 1991. Efter en officiell protest från den ryska regeringen, Černýs arrestering, en ommålning i grön färg, demonstrationer på gatorna och ytterligare en ommålning i rosa av femton parlamentsledamöter, förpassades stridsvagnen till ett militärmuseum.
En annan T-34-stridsvagn som målats rosa är den så kallade "Mandela Way Tank"-stridsvagnen i London.
Fyra tankmän och en hund (Czterej pancerni i pies) var en mycket framgångsrik polsk tv-serie som sändes på 60-talet, i vilken en T-34 med markeringen 102 gjordes till en popikon inom polsk kultur. Programmet visades även i andra länder inom sovjetblocket där serien också togs väl emot.

## Betydelse
| ”             | Intrycket den gjorde kom att storligen influera den efterföljande utvecklingen av stridsvagnar i världen | „ |
| – John Milsom | |   |

T-34 var bland de viktigaste vapensystemen i den röda armén under det andra världskriget. Eftersom östfronten utgjorde det avgörande operationsområdet under det andra världskriget kan T-34:s betydelse inte förringas. När den först kom i tjänst år 1940, var fordonet den bästa stridsvagnskonstruktionen i världen. I mitten av kriget var den inte längre överlägsen sina motståndare, men den var fortfarande bättre än de flesta och den fanns tillgänglig i enorma antal.
Den förbättrade T-34-85 förblev Sovjetunionens standardstridsvagn med en oavbruten produktionsserie fram till slutet av kriget. Tyskarna svarade på T-34 genom att introducera helt nya, mycket dyra och komplexa, andra generationens stridsvagnar, vilket sinkade deras produktion av stridsvagnar och kom att tillåta att Sovjetunionen hade en substantiell numerär överlägsenhet i fråga om stridsvagnar.  T-34 ersatte de flesta lätta, medeltunga och tunga stridsvagnar i sovjetisk tjänst. Dess evolutionära utveckling skulle komma att leda till T-44 och T-54/55-seriens stridsvagnar som tillverkades fram till 1981 och används ännu idag.
T-34:s effektivitet som stridsvagn, när den utnyttjades i enlighet med de erfarenheter av mobila, samverkande operationer, som man skaffat sig under kriget, kom att ha en betydande inverkan på krigföringen.  Infanteristridsvagnen hade visat sig vara föråldrad och konceptet övergavs av alla nationer vid slutet av kriget.  Medan mera ekonomiska typer av fordon skulle komma att ta över de olika understödsrollerna som tidigare spelats av stridsvagnarna, kom välbalanserade stridsvagnskonstruktioner att bli mer specialiserade och optimerade för deras roll i den mekaniska krigföringen.  Den medeltunga stridsvagnens potential, som hade demonstrerats av T-34, kom att leda till konceptet med den moderna enhetliga stridsvagnsparken (på engelska: main battle tank (MBT), på svenska: Huvudstridsvagn).